# Xanthorhoe praepositaria
Xanthorhoe praepositaria là một loài bướm đêm trong họ Geometridae.